# Ognuno per sé (romanzo)
Ognuno per sé (Every Man for Himself) è un romanzo di Beryl Bainbridge del 1996, ispirato al naufragio del Titanic del 1912. Il romanzo ha vinto il Whitbread Prize ed è stato finalista al Booker Prize.

## Trama
Il romanzo è narrato dal ventiduenne Morgan, un ricco orfano americano parente del banchiere JP Morgan. Il libro è diviso in quattro sezioni, una per ogni giorno che Morgan trascorre sul Titanic. Egli fornisce un resoconto vivace dei passeggeri di classe media e di classe superiore presenti sulla nave di lusso, mentre si innamorara della viziata Ellery Wallis. Il narratore riesce a raggiungere una scialuppa dopo l'affondamento del Titanic, e viene salvato dall'equipaggio del Carpathia.

## Edizioni
- Beryl Bainbridge, Ognuno per sé, Fazi, 2012, ISBN 978-88-6411-579-5.